# François Godement
François Godement, né le 14 juin 1949 à Nancy, est un historien français, spécialiste de la Chine et des relations internationales en Asie de l'Est. Professeur des universités en science politique retraité, il est actuellement conseiller pour l'Asie à l'Institut Montaigne.

## Biographie
François Godement intègre en 1968 l'École normale supérieure. Il suit les cours de civilisation chinoise de l'INALCO de 1970 à 1971. En 1972, il est reçu à l'agrégation d'histoire. Il est ensuite étudiant à Harvard de 1972 à 1973, puis à l'université nationale de Taïwan de 1973 à 1974. Il obtient, en 1977, un doctorat d’histoire économique et sociale de la Chine à l'EHESS. En 1989, il obtient un doctorat à l'INALCO, après avoir soutenu la thèse Aspect du développement économique et politique de la Chine contemporaine sous la direction de Marie-Claire Bergère. Il reçoit l'habilitation à diriger des recherches (HDR) en 1991 à l'EHESS.
Professeur des universités en science politique depuis 1992, François Godement a enseigné à l’INALCO jusqu’en 2006, à l’Institut français des relations internationales (IFRI) de 1985 à 2005, ainsi qu'à l'École doctorale de Sciences Po encore aujourd'hui.
Ses principaux thèmes de recherches sont la politique étrangère chinoise, les facteurs intérieurs dans les conceptions stratégiques et internationales de la Chine, la politique comparée en Asie de l'Est, les processus d’intégration en Asie, l'architecture de la sécurité et des relations internationales en Asie.
François Godement a contribué à la fondation du Comité européen du Council for Security Cooperation in the Asia-Pacific (CSCAP) qu’il copréside et est un des fondateurs du Council for Asia-Europe Cooperation (CAEC). Il a été consultant auprès de l’OCDE, de l’Union européenne et de la Banque mondiale, et est actuellement consultant extérieur permanent du Centre d'analyse, de prévision et de stratégie du ministère des Affaires étrangères et européennes. En 2005, il fonde Asia Centre avec d'autres experts de l'Asie. Il en assure la présidence jusqu'en 2009, et en reste aujourd'hui chercheur associé. Entretemps, en 2007, il a rejoint un think tank pan-européen sur les relations internationales, le Conseil européen des relations internationales, dont il est Senior Policy Fellow et où il assure la direction du programme Asie et Chine de sa création jusqu'en 2018. Depuis, il est conseiller pour l'Asie à l'Institut Montaigne.

## Accueil critique
Martine Bulard considère que dans son ouvrage Que veut la Chine ? , Godement, « historien et spécialiste reconnu de ce pays et de la région », s'attache à montrer pourquoi les dix années de règne de Hu Jintao furent dix ans de perdus pour les réformes politiques. Il présente par ailleurs le tournant de la diplomatie chinoise en 2009. Martine Bulard indique que « cet ouvrage [est] indispensable pour qui veut comprendre la Chine. »

## Publications
François Godement contribue aux publications régulières d'Asia Centre : la revue bimestrielle China Analysis, dont la version anglaise est coéditée avec l'ECFR, et l'Annuaire Asie qui est édité chaque année à la Documentation française.

### Ouvrages
- Les mots de Xi Jinping, Paris, Dalloz, mai 2021
- La Chine à nos portes, une stratégie pour l'Europe, Paris, Odile Jacob, octobre 2018
- Que veut la Chine ?, Paris, Odile Jacob, octobre 2012
- « Retour vers le futur: l’avenir du nucléaire en Asie », in François Heisbourg (dir.), Les armes nucléaires ont-elles un avenir ?, Paris, Odile Jacob, avril 2011
- « China: revisiting the issue of mercantilism », in Simon Evenett (ed), The US-Sino Currency Dispute: New Insights from Economics, Politics and Law, VoxEU.org Publication, Centre for Economic Policy Research, avril 2010
- « Energy security – different approaches », in Peter Ludlow (dir.), The EU and China, The European Strategy Foundation, Ponte de Lima, 2007
- « La Corée du Nord, acteur rationnel en Asie du Nord-Est » in Sophie Boisseau du Rocher et François Godement (dir.), Asie 2006-2007 : entre attente et pragmatisme, Paris, La Documentation Française, 2006
- Chine - États-Unis : méfiance et pragmatisme, La Documentation française, 2001
- Dragon de feu, dragon de papier, l'Asie a-t-elle un avenir ?, Flammarion, 1998
- Communismes d'Asie, mort ou métamorphose ?, avec Jean-Luc Domenach, Complexe, 1994
- Renaissance de l'Asie, Odile Jacob, 1993

## Prix
- Prix Brienne du livre géopolitique 2013[6].
- Prix du meilleur livre de géopolitique 2013[7].